# Clemira schausi
Clemira schausi is een vlinder uit de familie uilen (Noctuidae). De wetenschappelijke naam van de soort is, als Aucula schausi, voor het eerst geldig gepubliceerd in 1935 door Pedro Jörgensen. De combinatie in Clemira werd in 2009 door V.O. Becker gemaakt, die daarbij ook het lectotype selecteerde.

## Type
- lectotype: "male, genitalia slide no. 32801"
- instituut: MNHN, Parijs, Frankrijk
- typelocatie: "Argentina, Catamarca, El Candado, 2700 m"[1]